# Šalovci
Šalovci (em alemão:  Schlabing; em húngaro:  Sall) é um município da Eslovênia. A sede do município fica na localidade de mesmo nome.